# Józef Manowski
Józef Manowski (ur. 7 stycznia 1935 w Nowym Lubiejewie) – polski hokeista, olimpijczyk.
Zawodnik występujący na pozycji napastnika (prawoskrzydłowy). Reprezentant warszawskich klubów: AZS i Legii. Jeden z najskuteczniejszych polskich zawodników, trzykrotny król strzelców polskiej ligi - 1963, 1964, 1966. W 277 spotkaniach zdobył 242 bramki. Grając w zespole Legii zdobył pięć razy tytuł mistrza (1959, 1961, 1963, 1964, 1967) i cztery razy wicemistrza Polski.
W reprezentacji Polski w latach (1961–1970) wystąpił 60 razy strzelając 38 bramek. Wystąpił w Igrzyskach Olimpijskich w Innsbrucku w 1964 oraz w czterech turniejach o mistrzostwo świata - 1961, 1963, 1965, 1967.